# Stemonoporus latisepalus
Espèce
Statut de conservation UICN

 CR B1+2c, D : 
En danger critique
Stemonoporus latisepalus est une espèce de plantes du genre Stemonoporus de la famille des Dipterocarpaceae.